# Боме (Кальвадос)
Боме́ (фр. Beaumais) — коммуна во Франции, находится в регионе Нижняя Нормандия. Департамент коммуны — Кальвадос. Входит в состав кантона Морто-Кулибёф. Округ коммуны — Кан.
Код INSEE коммуны — 14053.

## Население
Население коммуны на 2010 год составляло 174 человека.
| 1962 | 1968 | 1975 | 1982 | 1990 | 1999 | 2010 |
| ---- | ---- | ---- | ---- | ---- | ---- | ---- |
| 218  | 217  | 205  | 169  | 157  | 164  | 174  |

## Экономика
В 2010 году 2010 года среди 111 человек трудоспособного возраста (15—64 лет) 85 были экономически активными, 26 — неактивными (показатель активности — 76,6 %, в 1999 году было 64,7 %). Из 85 активных жителей работали 77 человек (49 мужчин и 28 женщин), безработных было 8 (2 мужчин и 6 женщин). Среди 26 неактивных 9 человек были учениками или студентами, 11 — пенсионерами, 6 были неактивными по другим причинам.